# Darbres
Darbres is een gemeente in het Franse departement Ardèche (regio Auvergne-Rhône-Alpes) en telt 212 inwoners (1999). De plaats maakt deel uit van het arrondissement Largentière.

## Geografie
De oppervlakte van Darbres bedraagt 16,4 km², de bevolkingsdichtheid is 12,9 inwoners per km².

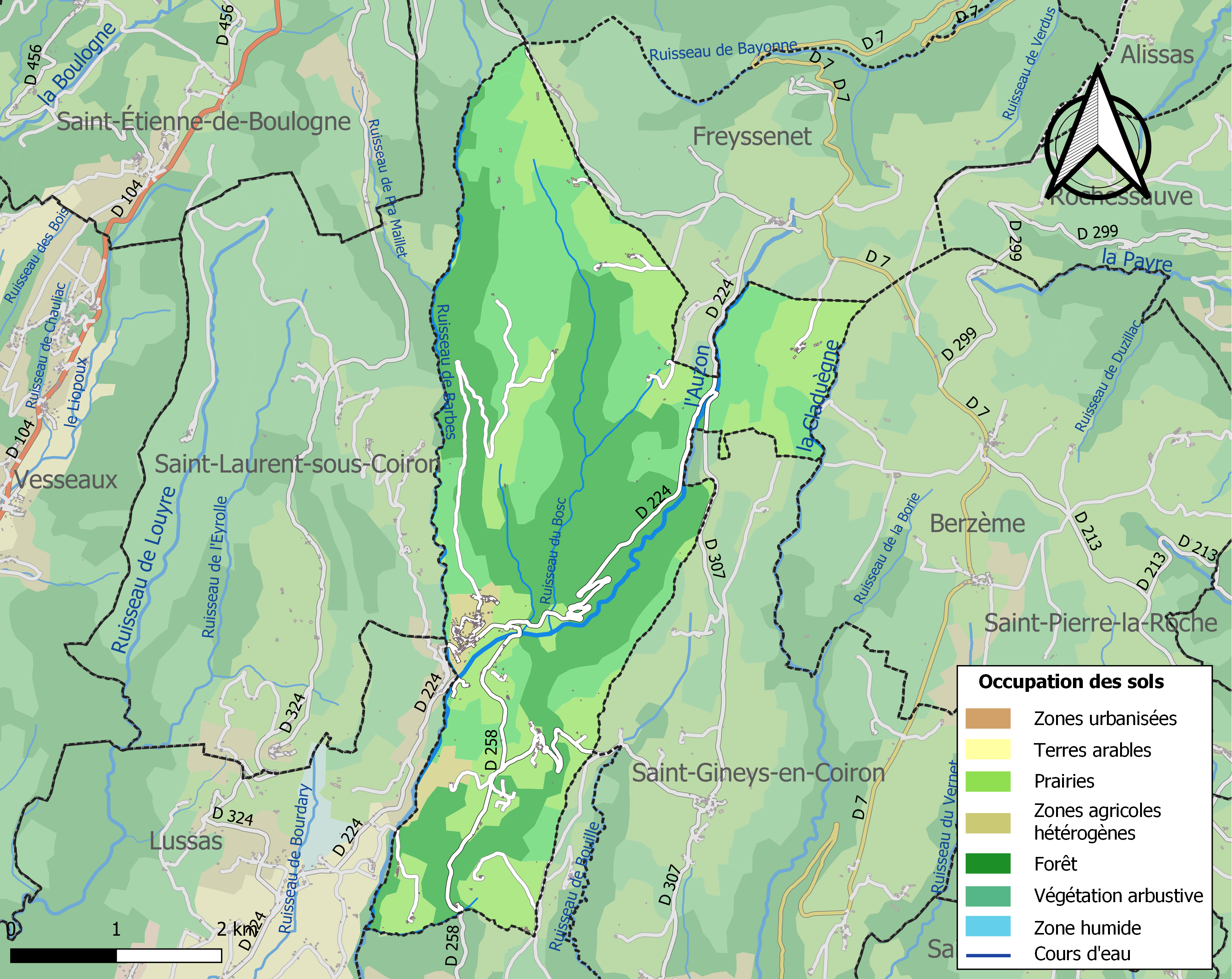
Kaart van de gemeente met belangrijkste infrastructuur, bodemgebruik en omliggende gemeenten

## Demografie
Onderstaande figuur toont het verloop van het inwonertal (bron: INSEE-tellingen).

Vanwege een beveiligingsprobleem met de MediaWiki Graph-software is het momenteel niet mogelijk deze grafiek weer te geven. Zodra de software is bijgewerkt zal de grafiek vanzelf weer zichtbaar worden.
- https://web.archive.org/web/20120410043434/http://www.vakantievilla-ardeche.nl/
- (fr)  Statistische informatie op de website van INSEE

1. ↑  Populations de référence 2022.